# Panhispanismo
Panhispanismo es un término que alude a una unión de los países hispanohablantes, de índole cultural, económica y política, según Fernando Ortiz; asignándosele una connotación de oposición a la expansión estadounidense y en general a la "influencia anglosajona" en los países hispanoamericanos.
El origen de este movimiento es retrotraído por Mark J. Van Aken hasta la década de 1830, para desarrollarse a mediados de siglo en publicaciones españolas como La América, en la que se hacía apología de la idea de «Unión Hispánica», o Revista Española de Ambos Mundos; llegándose a dotar a esta unión hispana frente a los Estados Unidos de componentes raciales. El panhispanismo, que habría sido defendido por el argentino Manuel Ugarte, ha sido tratado por, entre otros, autores como Francisco V. Silva, en su libro Reparto de América española y panhispanismo o Fernando Ortiz, en La Reconquista de América. Reflexiones sobre el Panhispanismo(quien ya lo criticó en 1910 como un expansionismo análogo al pangermanismo). Ha sido también descrito como una rama del hispanoamericanismo, de la cual habría brotado la idea de la hispanidad, a partir de una «interpretación radical y metahistórica» del panhispanismo.
El concepto ha sido usado también en clave principalmente lingüística, en relación con la unidad de la lengua española.Miguel Sáenz centra la aparición de esta interpretación en 1963, en un congreso hispanoamericano celebrado en Madrid, bajo el nombre «Presente y futuro de la lengua española». En relación con esta idea han surgido conceptos como la «política lingüística panhispánica», de la que es partícipe la Asociación de Academias de la Lengua Española (ASALE). Como concepto lingüístico, el panhispanismo ha sido puesto en cuestión y criticado como imperialista y economicista en círculos científicos.